# Schat (Belgisch recht)
Een schat (Frans: trésor; Duits: Schatz) is een voormalige rechtsfiguur uit het Belgisch goederenrecht.

## Oude regels

### Regel
Het Belgische Burgerlijk Wetboek van 1804 definieerde een schat als "iedere verborgen of bedolven zaak waarop niemand zijn recht van eigendom kan bewijzen en die door louter toeval ontdekt wordt" (art. 716, tweede lid oud BW).
De vinder van een schat was er eigenaar van als hij de schat vond op zijn eigen erf. Als de vinder de schat vond op andermans erf, dan behoorde de schat hem voor de helft toe. De andere helft kwam toe aan de eigenaar van het erf (art. 716, eerste lid oud BW).

### Uitzonderingen
Deze regeling was niet van toepassing als de schat aanspoelde of als ze in de zee werd gevonden, bijvoorbeeld in een scheepswrak (art. 717 oud BW).
Deze regeling was evenmin van toepassing op zaken die werden gevonden in het openbaar domein. Voor deze zaken golden immers de regels van de wet van 30 december 1975 betreffende de goederen, buiten particuliere eigendommen gevonden of op de openbare weg geplaatst ter uitvoering van vonnissen tot uitzetting. Ieder die een voorwerp vond in de publieke ruimte, moest dit voorwerp onverwijld afgeven bij het gemeentebestuur, en bij voorkeur dat van de plaats waar de zaak gevonden is (art. 1, eerste lid Wet 1975). Meestal gebeurde dit bij de politie. Een uitzondering op deze uitzondering was afval dat ter ophaling werd buitengezet (art. 1, tweede lid Wet 1975). Als na zes maanden niemand het gevonden voorwerp was komen terugvragen, werd het gemeentebestuur eigenaar van de voorwerpen. Voor fietsen gold een termijn van drie maanden (oud art. 2 wet 30 december 1975).

## Huidige regels
De regels omtrent de schat zijn in 2020 afgeschaft naar aanleiding van de invoering van boek 3 (goederenrecht) in het Burgerlijk Wetboek. Voortaan geldt er één generieke regeling voor alle gevonden zaken.

## Strafbaarstelling
Volgens artikel 508 van het Belgische Strafwetboek worden volgende personen gestraft met een geldboete van 26 tot 500 euro, te vermeerderen met de opdecimes:
- personen die een roerende zaak die aan een ander toebehoort en die zij hebben gevonden of die bij toeval in hun bezit is gekomen, bedrieglijk verbergen of aan derden afgeven;
- personen die zich een door hen ontdekte schat toe-eigenen ten nadele van de personen aan wie de wet een deel daarvan toekent;
- personen die een in de publieke ruimte gevonden voorwerp niet aangeven bij het gemeentebestuur (art. 6, eerste lid Wet 1975).